# Mercenariat grec à l'époque hellénistique
 (avril 2016).
Dans la Grèce antique, le mercenaire est un soldat de condition libre qui loue ses services à une puissance étrangère à la sienne ou à celle à laquelle il appartient. Durant l'époque hellénistique, de nombreux États emploient des mercenaires grecs, surtout les royautés antigonide, séleucide, lagide et attalide.

## Historique
Durant l'Antiquité grecque, le mercenariat est une pratique qui a connu un essor à la fin de la guerre du Péloponnèse. La paix qui s'installa alors de façon plus durable ne permit pas à toute la population grecque de s'insérer alors dans le cadre civil. En effet, les guerres s'étant jusqu'alors enchaînées pendant de longues périodes, cela eut pour effet d'appauvrir les populations. Le métier des armes consistait alors un des seuls remparts contre la pauvreté. Les anciens soldats grecs n'ont alors pas de mal à retrouver un emploi grâce à l'excellente réputation des hoplites grecs. Les cités grecques, les satrapes perses et même le grand roi recrutent des soldats pour nourrir les rangs de leurs armées. La campagne de Cyrus le Jeune contre le monarque son frère est l'illustration la plus manifeste de l'importance du mercenariat au IVe siècle av. J.-C., Xénophon dans l’Anabase en fait d'ailleurs un récit détaillé.
L'utilisation rendue systématique des mercenaires fait d'ailleurs réagir Démosthène au milieu du IVe siècle av. J.-C. Athènes, en guerre contre la Macédoine, n'envoie alors que des mercenaires dans ce qui s’avéreront des expéditions lointaines et dangereuses, ce qui lui permet notamment de préserver alors sa population. Si le recours de plus en plus systématique aux mercenaires fait perdre aux armées leurs caractères civiques, celles-ci deviennent alors de plus en plus faciles à mobiliser pour qui détient une fortune suffisante. Par exemple Jason, le Tyran de Phères, rassemble un corps impressionnant de mercenaires à ses ordres. On peut également noter que les Phocidiens recrutent également une armée de mercenaires durant les guerres sacrées en faisant un emprunt au sanctuaire de Delphes.
La conquête de l'empire perse par Alexandre le Grand ne fera qu’accroître le besoin en mercenaires. Les nouveaux États gréco-macédoniens (Lagides, Séleucides et Antigonides) apparaissent au début du IIIe siècle av. J.-C. et sont de grands consommateurs de soldats. Les monarques hellénistiques en guerre permanente contre leurs voisins s'ingénient à enrôler des mercenaires en Grèce afin de constituer des colonies militaires qui leur permettent alors de disposer en tout temps de cette main d'œuvre guerrière. Le mercenaire est appelé misthophoros (« qui reçoit une solde ») ou xénos (« étranger ») mais aussi stratiotès (« profession des armes »), mais il est difficile d'établir le lien exact entre l'employé et son employeur. Il arrive également que les officiers des armées hellénistiques soient des mercenaires s'étant fait leurs lettres de noblesse sur le champ de bataille.

## Modalités de recrutement
Afin de recruter des mercenaires, les cités avaient mis en place plusieurs institutions à cet effet. Tout d'abord une cité pouvait déjà engager une troupes de mercenaires dont la constitution avait déjà été assurée pas l'intermédiaire de son chef l'hégémôn. Dans ce cas, le mercenaire étranger était alors placé sous la tutelle d'un magistrat civique ainsi le chef des mercenaires était intégré à la chaine de commandement et ses hommes intégrés aux postes défensifs de la cité. Par exemple, à Rhodes, des magistrats étaient chargés de s'occuper des soldats étrangers. Une cité pouvait également recruter directement les mercenaires dont elle avait besoin. Cette tâche était confiée à un xénologue, dont les spécialistes de la question s'accordent à penser qu'il prenait alors la tête de la troupe qu'il avait alors constituée.
Il pouvait également arriver que le recrutement de mercenaires se fasse par le biais de traité d'alliance (symmachia) dont on peut donner l'exemple des soldats crétois. Effectivement, à la fin du IIIe siècle, ces derniers n'hésitèrent pas à s'enrôler dans les armées civiques ou royales d'Asie Mineure.
Lorsqu'une cité passait sous contrôle royal, les mercenaires employés par le rois échappaient alors au contrôle des citoyens. Dans certains cas, les mercenaires royaux qui étaient implantés depuis longtemps dans un endroit avaient des répercussions sur l'intégrité du territoire des cités dans lesquelles ils étaient alors implantés. Effectivement une partie du territoire civique de la cité pouvait être confisqué au profit des soldats. Un roi pouvait en effet installer des soldats comme Katoikoi, terme qui traduit l'idée d'un établissement. Ces garnisons de soldats étrangers à la cité permettaient alors au roi d’exercer une tutelle civique en plus du contrôle administratif et économique déjà exercé sur les cités.
Si l’on voit que la mission du mercenaire ne change pas beaucoup qu’il soit employé dans une armée civique ou une armée royale, la durée de son emploi dépend bien du fait qu’il soit enrôlé dans une armée civique ou une armée royale. Ainsi on peut considérer que, lorsqu’un mercenaire est employé par une cité afin d’intégrer l’armée civique, celui-ci est alors employé pour une durée limitée ; au contraire, les mercenaires étant intégrés à l’armée royale étaient quant à eux employés pour une durée variable et pouvaient alors s’implanter de façon durable sur le territoire civique.

## Paiement des mercenaires
Les cités ayant recours aux services des mercenaires étaient toutes confrontées au même problème, à savoir le paiement de la solde des mercenaires. Effectivement le paiement cette solde représentait alors une charge financière lourde. Son paiement pouvait alors s’effectuer sous la forme d’un opsonion  (payé en argent) ou d’un sitonion ou sitérésion (ration alimentaire ou une somme équivalente permettant au mercenaire d’acheter lui-même sa ration journalière). À cela pouvait éventuellement s'ajouter pour l'employeur la charge d'équiper lui-même ses mercenaires, même si ce point reste très fortement débattu. La charge que représentait le paiement de la solde des mercenaires était parfois si lourde pour les cités que ces dernières devaient alors s'en remettre à la générosité des magistrats militaires en fonction, ou encore aux dévouements financiers de riches citoyens.
Les cités n'ayant pas directement recours aux services des mercenaires étaient cependant confrontées elles aussi à une contrainte financière lorsque ces dernières étaient confrontées aux troupes royales. Les sources ne disent jamais clairement qui était chargé du paiement de la solde des mercenaires royaux lorsque ces derniers étaient postés en garnison dans une cité, même s'il est sûr que la cassette royale était mise à contribution ; il n'était pas rare que les cités devaient avancer la solde des mercenaires.
Les cités étaient également fortement mises à contribution lorsque ces dernières voulaient se défaire de la présence indésirable des mercenaires royaux. En effet, si ce défaire de la présence des mercenaires royaux nécessitait la liberté politique de la cité, cela nécessitait également des moyens financiers importants. Par exemple on sait que, dans le cas d'Athènes, une fois libérée de la tutelle des Antigonides à partir du milieu des années 230, elle réussit à obtenir le départ de Diogénès, chef de la garnison du Pirée, en la payant une forte somme.
Cependant les cités ne pouvaient tout simplement pas se débarrasser de la présence étrangère que constituait les mercenaires ; la cohabitation entre citoyens de la cité et mercenaires devait alors s'organiser. Le mercenaire, s’il restait alors un non-citoyen de la cité, pouvait tout de même en sa qualité d'homme libre et de Grec fréquenter le gymnase et les sanctuaires.